# De Stijl

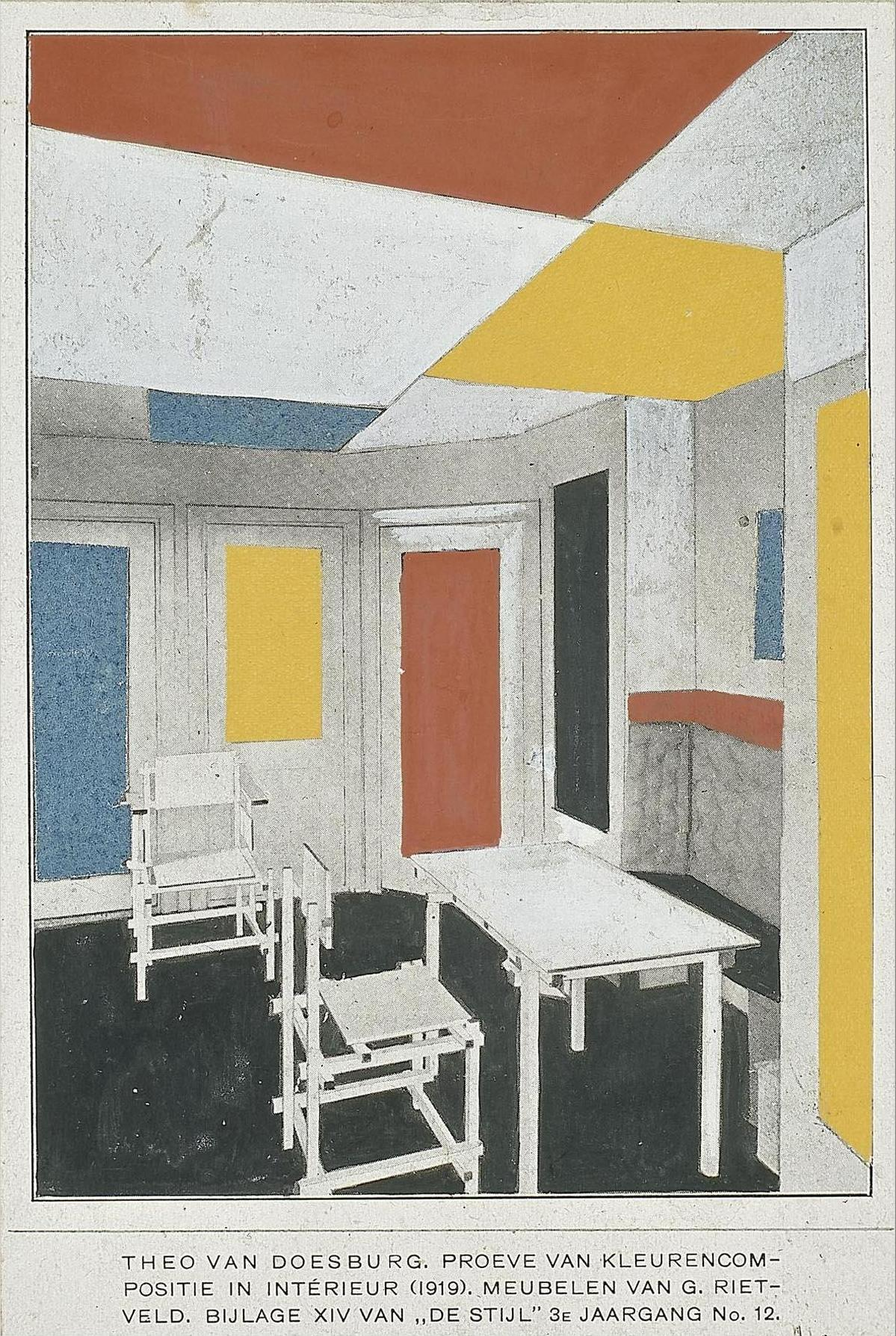
Interior dissenyat per Van Doesburg i Rietveld (1919)

De Stijl (en neerlandès L'Estil), també conegut com a neoplasticisme, és un moviment artístic d'avantguardes que va sorgir als Països Baixos el 1917 propugnant una estètica renovadora basada en la depuració formal. Va ser un moviment integrador de les diferents arts (arquitectura, disseny industrial, arts plàstiques) que buscava una total renovació estètica de l'entorn humà basada en uns valors plàstics nous, universals i més purs. En són artistes destacats Piet Mondrian (1872-1944), Theo van Doesburg (1883-1931), Bart van der Leck (1876-1958), Wilmos Huszár o Georges Vantongerloo (escultor).
El plantejament bàsic d'aquest moviment queda perfectament clar en la frase programàtica d'un dels seus creadors, Van Doesburg, que va dir: "Despullem a la naturalesa de totes les seves formes i només quedarà l'estil." Juntament amb Mondrian, van fundar la revista De Stijl, principal òrgan de difusió del moviment, en el primer nombre del qual va aparèixer publicat el Manifest del neoplasticisme.
Les teories de Mondrian, que tenen el seu origen en les obres cubistes de Georges Braque i Picasso i en la teosofia, reivindiquen un procés d'abstracció progressiva en virtut del qual les formes s'anirien reduint a línies rectes horitzontals i verticals, i els colors al negre, el blanc, el gris i els tres primaris.
L'excessiu rigor de les propostes de Mondrian va provocar violentes crítiques tant dintre com fora del seu cercle d'adeptes. No obstant això, el neoplasticisme és considerat, juntament amb el suprematisme de Malèvitx, l'origen de l'abstracció geomètrica.
Alguns dels trets formals d'aquest gènere poden incloure:
- Recerca de la renovació estètica i de la configuració d'un nou ordre harmònic de valor universal.
- Depuració de les formes fins a arribar als seus components fonamentals: línies i plans.
- Plantejament totalment racionalista.
- Estructuració a força d'una harmonia de línies i masses acolorides rectangulars de diversa proporció, sempre verticals, horitzontals o formant angles rectes.
- Creació de ritmes asimètrics, però amb gran sentit de l'equilibri.
- Colors plans, de caràcter saturat (primaris: groc, blau, vermell) o tonal (blanc, negre i grisos).
- Ocupació de fons clars.